# Gle Rambong (kulle i Indonesien, lat 5,06, long 95,40)
Gle Rambong är en kulle i Indonesien.   Den ligger i provinsen Aceh, i den västra delen av landet, 1 800 km nordväst om huvudstaden Jakarta. Toppen på Gle Rambong är 280 meter över havet, eller 94 meter över den omgivande terrängen. Bredden vid basen är 1,3 km.
Terrängen runt Gle Rambong är kuperad åt nordost, men åt sydväst är den platt.Runt Gle Rambong är det ganska tätbefolkat, med 58 invånare per kvadratkilometer. I omgivningarna runt Gle Rambong växer i huvudsak städsegrön lövskog.